# 8e division d'infanterie (France)
Pour les articles homonymes, voir 8e division.
La 8e division d'infanterie (8e DI) était une division d'infanterie de l'armée de terre française qui a participé à la Première et à la Seconde Guerre mondiale. Dissoute en 1993, son état-major était situé à Amiens à la caserne Dejean et ses régiments répartis dans la région Picardie.

## Les chefs de la8edivisiond’infanterie
- 18 octobre 1873 - 9 janvier 1878 : général Garnier
- 22 janvier 1878 - 21 novembre 1881 : général Jeanningros
- 29 novembre 1881 - 31 mars 1890 : général Bonnet
- 3 avril 1890 : général de Verdière
- 20 septembre 1890 : général de Saint-Mars
- 25 août 1892 - 26 novembre 1894 : général de Verdière
- 22 décembre 1894 : général de Saint Julien
- 7 octobre 1902 : général Herson
- 17 décembre 1903 - 6 janvier 1904 : général O'Connor
- 1902 - 1907 : général Merson
- 6 janvier 1904 - 26 juin 1908 : général Hardy de Perini
- 15 juillet 1908: général Mercier-Milon
- 22 mai 1909 : général Perreaux
- 27 mars - 5 novembre 1912 : général Massiet du Biest
- 23 novembre 1912 : général Chailley
- 22 décembre 1913 - 6 octobre 1914 : général de Lartigue
- 6 octobre 1914 - 2 janvier 1917 : général Rozée d'Infreville
- 2 janvier 1917 - 24 août 1918 : général Aldebert
- 24 août 1918 - 15 décembre 1919 : général Têtart
- 15 décembre 1919 : général Nourrisson
- 5 avril - 16 septembre 1921 : général Fournier
- 11 octobre 1921 : général Mesplé
- 26 mars 1924 - 3 décembre 1925 : général Hallier
- 1925 - 1927 : général Gascouin
- 1927 - 1928 : général Pablo

- 1er - 26 avril 1940 : général Dody
- 16 août - 10 novembre 1940 : général Décamp

- 1943 : général Richard
- 1943 - 1944 : général Noël du Payrat

- 1948 - 1949 : général Ingold

- 1951 - 1954 : général Jacquot
- 1954 - 1957 : général Vézinet
- 1957 : général de Brebisson

- 1962 - 1964 : général Goujon
- 1964 - 1966 : général Lagarde
- 1966 - 1968 : général Lecointe
- 1968 - 1970 : général Goubard
- 1970 - 1972 : général Richter
- 1972 - 1974 : général Guy Méry
- 1974 - 1976 : général Marty
- 1976 - 1979 : général Crousillac
- 1979 - 1980 : général Bizard[1]
- 1980 - 1982 : général Philipponnat[2]
- 1982 - 1984 : général de Tonquedec
- 1984 - 1986 : général Bonduelle
- 1986 - 1988 : général Anglard[3]
- 1988 - 1991 : général Lacapelle[4]
- 1991 - 1993 : général de Percin Northumberland[5]

## Première Guerre mondiale

### Composition
- Infanterie
  - 115e régiment d'infanterie d'août 1914 à novembre 1918
  - 117e régiment d'infanterie d'août 1914 à novembre 1918
  - 124e régiment d'infanterie d'août 1914 à juin 1915
  - 130e régiment d'infanterie d'août 1914 à novembre 1916
  - 311e régiment d'infanterie de juillet à octobre 1918 (dissolution)
  - 317e régiment d'infanterie de juin 1915 à juillet 1918 (dissolution)
  - un bataillon du 34e régiment d'infanterie territoriale d'août à novembre 1918
  - 21e régiment de marche de tirailleurs d'octobre à novembre 1918
- Cavalerie

- - 1 escadron du 14e régiment de hussards d'août 1914 à janvier 1915
  - 1 escadron du 2e régiment de chasseurs à cheval de janvier 1915 à janvier 1917
  - 1 escadron du 14e régiment de hussards de janvier 1917 à novembre 1918
- Artillerie
  - 3 groupes de 75 du 31e régiment d'artillerie d'août 1914 à novembre 1918
  - 103e batterie de 58 du 44e régiment d'artillerie de juillet 1916 à janvier 1917
  - 103e batterie de 58 du 31e régiment d'artillerie de janvier à juillet 1917
  - 153e batterie de 75-150 (en) du 44e régiment d'artillerie d'avril 1916[6] à juillet 1917
  - 103e batterie de 58 du 44e régiment d'artillerie de juillet 1917 à janvier 1918
  - 101e batterie de 58 du 31e régiment d'artillerie de janvier à novembre 1918
  - 6e groupe de 155c du 104e régiment d'artillerie lourde
- Génie
  - compagnie 4/2 du 1er régiment du génie

### Historique

#### 1914
- Mobilisée dans la  4e région
- 5 - 8 août : transport par V.F. dans la région de Verdun.
- 8 - 21 août : travaux de défense vers Ornes et Damvillers, et couverture vers Mangiennes : le 10, combat de Mangiennes.
- 21 - 24 août : offensive vers le nord, en direction de Virton. Engagée le 22 août dans la bataille des Ardennes : combats vers Virton.
- 24 août - 2 septembre : repli sur la Meuse, vers Cléry-Petit (combat du 25, vers Flassigny). À partir du 26, arrêt et défense des passages de la Meuse dans cette région : 30 et 31 août, combats vers Mont-devant-Sassey et Villers-devant-Dun.
  - 1er septembre : le repli continu, par Fléville, sur Vienne-la-Ville.
- 2 - 6 septembre : transport par V.F. dans la région du Bourget.
- 6 - 13 septembre : mouvement par Quincy-Ségy, en direction de Germigny-l'Évêque. À partir du 8 septembre, engagée dans la bataille de la Marne.
  - 8 – 10 septembre : bataille de l’Ourcq : combats vers Fublaines. À partir du 10, poursuite, par Le Plessis-Belleville, Béthancourt et Lamotte, jusque dans la région de Tracy-le-Mont.
- 13 - 19 septembre : engagée dans la 1re bataille de l’Aisne : violents combats vers la ferme Quennevières et la ferme Puiseux.
- 19 septembre - 27 décembre : retrait du front : mouvement, par Compiègne et La Neuville-Roy, en direction de Roye. Engagée, à partir du 22 septembre, dans la  1re bataille de Picardie : combats vers Rethonvillers, Étalon et Carrépuis. Puis stabilisation du front et occupation d’un secteur vers l’Avre et Bouchoir :
  - 2 octobre : combats vers Goyencourt et Villers-lès-Roye ; le 6, combats vers Andechy.
  - 30 octobre : prise du Quesnoy-en-Santerre.
  - 4 novembre : attaque d’Andechy.
- 27 décembre 1914 - 16 février 1915 : retrait du front, et transport par V.F., de la région d’Ailly-sur-Noye, vers celle de Sarry ; repos.
  - 15 janvier 1915 : mouvement vers la région Courtisols, Cuperly ; repos et instruction.

#### 1915
- 16 février - 16 mars : mouvement vers le nord. À partir du 19 février, engagée par fractions, avec la 34e D.I. dans la 1re bataille de Champagne : combats des 19 et 20 février, 12 et 13 mars, vers Perthes-lès-Hurlus.
- 16 - 22 mars : retrait du front et repos vers Suippes.
- 22 mars - 23 septembre : mouvement vers le front et occupation d’un secteur vers la ferme des Marquises et la ferme de Moscou.
- 23 - 25 septembre : retrait du front ; stationnement vers Sept-Saulx.
- 25 septembre - 22 octobre : mouvement vers le front : tenue prête à intervenir, le 25 septembre, dans la région de Saint-Hilaire-le-Grand. Engagée, à partir du 27 septembre, dans la  2e Bataille de Champagne : attaques françaises vers l’Épine de Vedegrange. À partir du 1er octobre, occupation d’un secteur vers l’Épine de Vedegrange, et à l’est : 6 octobre, attaque française vers l’Épine de Vedegrange.
- 22 octobre - 21 décembre : retrait du front et repos vers Bassuet, puis, à partir du 7 novembre, vers Saint-Jean-devant-Possesse ; instruction.

#### 1916
- 21 décembre 1915 - 28 juin 1916 : mouvement vers le front ; à partir du 25 décembre, occupation d’un secteur vers la Main de Massiges et Maisons de Champagne :
  - 9 janvier 1916 : attaque allemande vers le mont Têtu.
  - 2 et 22 juin 1916 : attaques allemandes dans la même région.
- 28 juin - 5 juillet : retrait du front et repos vers Dampierre-le-Château.
- 5 juillet - 5 août : transport par camions à Verdun. Engagée dans la bataille de Verdun, vers le bois d'Haudromont et la côte de Froideterre : 15 et 16 juillet, attaques françaises sur l’ouvrage de Thiaumont.
- 5 août - 20 octobre : retrait du front ; transport par V.F. et mouvement par étapes vers l’ouest de Sainte-Menehould ; regroupement. À partir du 10 août, occupation d’un secteur vers la butte du Mesnil et Maisons de Champagne.
- 20 octobre - 27 novembre : retrait du front ; à partir du 22 octobre, transport par V.F. dans la région de Ville-en-Tardenois : instruction.
- 27 novembre - 28 décembre : transport par camions dans la région de Mareuil-sur-Ourcq, puis, à partir du 3 décembre, dans celle d’Auneuil ; repos.
- 28 décembre 1916 - 7 février 1917 : transport par camions vers le front et occupation d’un secteur vers le sud de Pressoire et la voie ferrée d’Amiens à Chaulnes.
  - 23 janvier : mouvement de rocade, et occupation d’un secteur vers Chaulnes et le sud de Chilly.

#### 1917
- 7 février - 2 mars : retrait du front vers Chaussoy-Epagny.
  - 11 février : mouvement vers Saint-Just-en-Chaussée et Liancourt, puis, le 14, vers Tournan ; repos.
  - 20 février : transport par V.F. à l’est de Bar-le-Duc ; repos.
- 2 mars - 24 avril : mouvement vers le front, puis occupation d’un secteur vers l’étang de Vargévaux et la Meuse.
- 24 avril – 1er mai : retrait du front, à partir du 27 avril, transport par camions, de Ligny-en-Barrois, vers la région de Châlons-sur-Marne.
- 1er - 26 mai : mouvement vers le front ; à partir du 3 mai, occupation d’un secteur vers le Casque et le Téton : 20 mai attaque locale.
- 26 mai - 21 juin : retrait du front ; à partir du 3 juin, repos vers Mairy-sur-Marne.
- 21 juin - 20 juillet : mouvement vers le front, et occupation d’un secteur vers le mont Haut et le mont Cornillet : 14 et 15 juillet, attaques sur le mont Cornillet et le mont Haut (Bataille des Monts).
- 20 juillet - 20 août : retrait du front ; repos vers Tours-sur-Marne.
- 20 août-29 novembre : occupation d’un secteur vers le mont Cornillet et la ferme des Marquises.
- 29 novembre 1917 - 6 janvier 1918 : retrait du front ; repos et instruction vers Saint-Germain-la-Ville.
  - 15 décembre : travaux de 2e position vers Cuperly et Vadenay.

#### 1918
- 6 - 17 janvier : mouvement vers la région de Tours-sur-Marne ; repos.
- 17 janvier - 31 mai : occupation d’un secteur vers le mont Haut et le mont Cornillet, étendu à droite, le 30 mars, jusqu’au Téton.
- 31 mai - 17 juin : retrait du front, puis transport dans la région d’Épernay ; repos et instruction. (Du 8 au 30 juin, des éléments de la D.I. sont, avec le  1er C.C., en secteur vers Châtillon-sur-Marne)
- 17 juin - 18 juillet : occupation d’un secteur sur la rive sud de la Marne, vers Damery et Tréloup : à partir du 3 juillet, occupation d’un nouveau secteur dans la région Cuisles, Vandières-sous-Châtillon, la Marne : 15 juillet, offensive allemande (4e Bataille de Champagne). Le 15 juillet, premier jour de la bataille de Champagne, à l'ouest de Reims, la division est bombardée durant la nuit. Au matin, elle est submergée par l'armée allemande[7].
- 18 juillet - 12 août : retrait du front ; repos vers Romilly-sur-Seine.
  - 3 août : mouvement vers Mailly-le-Camp, puis vers Mairy-sur-Marne et Juvigny : repos.
- 12 août - 26 septembre : mouvement vers le front et occupation d’un secteur vers la ferme de Moscou et le sud du mont Cornillet.
- 26 septembre - 13 octobre : engagée dans la bataille de Champagne et d’Argonne : à partir du 5 octobre, poursuite au-delà des Monts ; le 6 octobre, franchissement de la Suippe, vers Pont-Faverger.
  - 12 octobre : passage de la Retourne.
  - 13 octobre : le canal des Ardennes est atteint vers Nanteuil-sur-Aisne et Acy-Romance.
- 13 octobre – 5 novembre : organisation d’un secteur vers Rethel et Nanteuil-sur-Aisne, et le 16 octobre, d’Acy-Romance.
- 5 - 11 novembre : engagée dans la poussée vers la Meuse : franchissement de l’Aisne, puis poursuite au-delà de cette rivière ; le 9 novembre, la Meuse est atteinte à Charleville ; combats dans cette région.

### Rattachements
Affectation organique : 4e Corps d’Armée, d’août 1914 à novembre 1918
- 1re armée
  - 29 novembre – 4 décembre 1916
  - 14 – 19 février 1917
- 2e armée
  - 21 septembre – 27 décembre 1914
  - 22 octobre 1915 – 4 janvier 1916
  - 5 juillet – 7 août 1916
  - 20 février – 26 avril 1917
- 3e armée
  - 2 août – 1er septembre 1914
  - 5 – 7 décembre 1916
  - 25 janvier – 13 février 1917
- 4e armée
  - 28 décembre 1914 – 21 octobre 1915
  - 5 janvier – 4 juillet 1916
  - 8 août – 21 octobre 1916
  - 27 avril 1917 – 31 mai 1918
  - 2 août – 16 octobre 1918
- 5e armée
  - 22 octobre – 28 novembre 1916
  - 1er juin – 1er août 1918
  - 17 octobre – 11 novembre 1918
- 6e armée
  - 7 – 20 septembre 1914
- 10e armée
  - 8 décembre 1916 – 24 janvier 1917
- Gouvernement militaire de Paris
  - 2 – 6 septembre 1914

## Seconde Guerre mondiale
La 8e DI est recréée au printemps 1940. Le 10 mai 1940 la 8e DI, sous les ordres du général Dody, est intégrée à la 3e armée.

### Composition
À cette date, la 8e division d'infanterie se compose de :
- 142e régiment d'infanterie
- 237e régiment d'infanterie
- 12e régiment étranger d'infanterie[8]
- 82e régiment d'artillerie nord-africaine
- 282e régiment d'artillerie lourde divisionnaire
- 42e groupe de reconnaissance de division d'infanterie
- et tous les services (Sapeurs mineurs, télégraphique, compagnie auto de transport, groupe sanitaire divisionnaire, groupe d'exploitation, etc.)

## L’après Seconde Guerre mondiale
La 8e division d'infanterie est recréée en 1950 et devient la « division de Paris ». Son QG est à Versailles et elle reste en France pendant la guerre d'Algérie.
La division est renommée 8e division en 1962. Rattachée au 1er corps, elle est constituée de 1963 à 1967 de la 10e brigade mécanisée, de la 2e brigade blindée et de la 14e brigade mécanisée. À partir de 1967, la division est constituée de la 2e brigade mécanisée (ex-2e brigade, ex-2e brigade blindée), de la 4e brigade motorisée et de la 14e brigade mécanisée. La 2e brigade mécanisée quitte la division en 1975.
En 1979, la division est renommée 8e division d'infanterie, stationnée en Picardie (PC à Amiens). Elle est rattachée au nouveau 3e corps d'armée.
Elle était composée des régiments suivants :
- 8e régiment de commandement et de soutien stationné à Amiens quartier Friant et son centre d'instruction à la citadelle dissout en juillet 1993.
- 94e régiment d'infanterie et  groupement de camp/22e RIMa à Sissonne dissous en 1993
- 67e régiment d'infanterie à Soissons dissous en 1993
- 41e régiment d'artillerie de marine RAMa et L'établissement de Réparation du Matériel ERM à La Fère
- 1 compagnie du 3e régiment du matériel RMAT à Laon-Couvron
- 1 compagnie du  22e bataillon du matériel à Laon-Couvron
- 2 compagnies du 71e régiment du génie (Oissel) du 3e corps d'armée.
- 8e régiment d'infanterie (Noyon), dissous 1993.
- 7e régiment de chasseurs à cheval (Arras), dissous 1993.

### Sources et bibliographie
- AFGG, vol. 2, t. 10 : Ordres de bataille des grandes unités : divisions d'infanterie, divisions de cavalerie, 1924, 1092 p. (lire en ligne).